# Sam Langford
Sam Langford (* 4. März 1883 in Weymouth Falls, Digby County, Kanada; † 12. Januar 1956 in Cambridge) war ein kanadischer Boxer und einer der besten Boxer der ersten Jahre des 20. Jahrhunderts.
Er kämpfte in den USA unter dem Namen Boston Tar Baby. Obwohl er nie um eine Weltmeisterschaft boxte, wurde er 1955 als erster titelloser Boxer in die Hall of Fame gewählt. Die Zeitschrift Boxing Illustrated bezeichnet ihn als besten Fighter aller Zeiten, der keinen Titelkampf bekam (siehe auch Charley Burley).

## Lebenslauf
Mit zwölf Jahren lief er von zu Hause weg und arbeitete sich bis nach Boston durch. Als er 16 war, gab er sein Profidebüt und gewann eine ganze Serie von Kämpfen, was ihm den Namen „The Boston Terror“ und "Boston Tar Baby" einbrachte. Er war zu dieser Zeit 1,70 m groß und wog knapp 62 kg. Anderthalb Jahre später stand er bereits Joe Gans, dem Weltmeister im Leichtgewicht, gegenüber und schlug ihn über 15 Runden nach Punkten. Allerdings war dies kein Titelkampf, was typisch für seine 21 Jahre währende Karriere war: Obwohl er viele Titelhalter schlug, errang er in den USA selbst keinen einzigen Titel. Sein Gewicht erlaubte ihm zwar, auch in niedrigeren Klassen als Schwergewicht zu boxen, dennoch riskierte keiner der Titelträger seinen Titel gegen ihn.
Zudem legte man in den USA, nachdem Jack Johnson 1908 Weltmeister geworden und für weiße Boxer zunächst unbesiegbar erschien, keinen Wert auf einen weiteren schwarzen Meister. In der Zeit von 1902 bis 1923 kämpfte Langford in fast 300 Kämpfen zumeist gegen größere und schwerere Gegner. Dennoch verließ er den Ring selten als Verlierer; denn obwohl er nicht groß war, hatte er doch eine große Reichweite und konnte mit beiden Fäusten hart schlagen.
Bereits nach drei Jahren als Profi war sein Manager der Meinung, dass er für die ganz Großen der Schwergewichtsliga reif sei. Er schloss einen Kampf gegen den Schwergewichtsweltmeister der Schwarzen, Jack Johnson, ab. Obwohl dieser in Körpergröße und Gewicht deutliche Vorteile hatte (84 kg gegen 71 kg) und Langford während des Kampfes auch zweimal niederschlagen konnte, musste sich Johnson nach 15 Runden dennoch mit einem Punktsieg begnügen. Später weigerte er sich als Weltmeister (auch der Weißen) ab 1908 beharrlich, noch einmal gegen Langford anzutreten.
Eine Verletzung führte 1917 dazu, dass Langford auf dem rechten Auge erblindete. Dennoch boxte er gegen den Rat seines Managers weiter und erblindete sieben Jahre später völlig. Der Reporter Al Laney, der für einen Artikel über frühere Boxer recherchierte, spürte ihn 1944 in Harlem auf, wo er ihn vereinsamt, verarmt und blind vorfand. Er brachte ehemalige Anhänger dazu, mit einem Fonds dafür zu sorgen, dass Langford bis zu seinem Tod in bescheidenem Komfort leben konnte.

## Gedenken
Die kanadische Bundesregierung, vertreten durch den für das Historic Sites and Monuments Board of Canada zuständigen Minister, ehrte Langford am 11. Mai 1987 für sein Wirken und erklärte ihn zu einer „Person von nationaler historischer Bedeutung“.
1990 wurde Langford in die International Boxing Hall of Fame aufgenommen.